# دالیووا
دالیووا (به لهستانی:  Daliowa) یک روستا در لهستان است که در گمینا یاشلیسکا واقع شده‌است.